# Ruta central norteamericana
La Ruta central norteamericana es una ruta de migración de las aves que generalmente sigue las Grandes Llanuras en los Estados Unidos y Canadá. Los puntos finales de la ruta incluyen el centro de Canadá y la región del Golfo de México; la ruta de migración tiende a estrecharse considerablemente en los valles de los ríos Platte y Misuri en Nebraska central y oriental que es la causa del alto número de especies de aves que puede encontrarse allí. Algunas aves usan incluso esta ruta para migrar del Océano Ártico a la Patagonia.
La ruta de vuelo usada por las aves se establece típicamente porque no hay montañas o serranías de colinas que bloqueen esta senda en todo su trayecto. Buenas fuentes de agua, alimento y cubierta boscosa para protección existen a todo lo largo de la misma.
Las otras rutas de vuelo migratorio principales para aves norteamericanas son las de la Costa Atlántica, del Misisipí, y del Pacífico. La Ruta Central se junta con la Ruta del Misisipí entre Misuri y el Golfo de México.
El Consejo de la Ruta Central está formado por representantes de las agencias responsables del manejo y conservación de las aves migratorias en 10 estados de Estados Unidos y dos provincias de Canadá y el Territorio del Nordeste. Los estados y provincias miembros del consejo son: Montana, Wyoming, Colorado, Nuevo México, Texas, Oklahoma, Kansas, Nebraska, Dakota del Sur, Dakota del Norte, Alberta y Saskatchewan.